# Ментно
Ментно (пол. Mętno) — село в Польщі, у гміні Хойна Грифінського повіту Західнопоморського воєводства.
Населення — 340 осіб (2011).
У 1975—1998 роках село належало до Щецинського воєводства.

## Демографія
Демографічна структура станом на 31 березня 2011 року:
|          | Загалом | Допрацездатний вік | Працездатний вік | Постпрацездатний вік |
| -------- | ------- | ------------------ | ---------------- | -------------------- |
| Чоловіки | 165     | 35                 | 111              | 19                   |
| Жінки    | 175     | 34                 | 101              | 40                   |
| Разом    | 340     | 69                 | 212              | 59                   |